# Echiochilon baricum
Echiochilon baricum là loài thực vật có hoa trong họ Mồ hôi. Loài này được Lönn mô tả khoa học đầu tiên năm 1999.